# 발레리아 콜만
발레리아 콜만 카리소(스페인어: Valeria Colmán Carrizo, 1990년 7월 25일 ~ )는 우루과이의 여자 축구 선수로 포지션은 수비수이며 현재 캄페오나토 우루과요 페메니노의 클루브 나시오날 데 풋볼에서 활동하고 있으며 또한 우루과이 여자 축구 국가대표팀에서는 주장으로 활동하고 있다.

## 선수 경력

### 클럽
2014년 클루브 나시오날 데 풋볼에 입단하며 프로에 입문한 후 84경기에서 14골을 뽑아내면서 팀의 캄페오나토 우루과요 페메니노 4연속 리그 준우승에 크게 기여했다.

### 국가대표팀
2014년 성인대표팀에 첫 발탁된 이후 2번의 코파 아메리카 페메니나(2014년, 2018년)에 출전했지만 2번 모두 팀의 조별리그 탈락을 막지 못했다. 다만 페루와 에콰도르와의 2014년 대회 A조 조별리그 3차전과 최종전에서 팀의 2연승에 기여하는 모습을 보여주었다.